# Commission des antiquités du département de la Côte-d'Or
La Commission des antiquités du département de la Côte-d'Or, était une société savante indépendante fondée en 1831, qui est maintenant une commission de l'Académie des Sciences, Arts et Belles-Lettres de Dijon, appelée aussi Commission des antiquités et du patrimoine.

## La fondation
Il existait déjà une commission archéologique de l'Académie de Dijon, fondée le 8 septembre 1819. C'était une commission créée par l'Académie des Sciences, Arts et Belles-Lettres de Dijon, qui avait, depuis 1783, la charge de la conservation des objets trouvés lors des travaux archéologiques. Le préfet de Côte-d'or, Louis Trémont, à la suite des évènements de juillet 1830, la considère dissoute de fait, et crée la nouvelle société, le premier octobre 1831, de taille départementale cette fois-ci.
Depuis 1922, la commission est rattachée à l'Académie des sciences, arts et belles-lettres de Dijon

## Les objectifs
Ses buts sont la conservation et la restauration des monuments de Côte-d'Or, la publication d'études sur ces monuments, d'encourager des fouilles archéologiques, et d'assurer la conservation et le stockage des objets découverts.

## Les membres
À l'origine, les membres, une cinquantaine, sont nommés par le préfet.

## Publications
La commission publie régulièrement les Mémoires de la Commission des antiquités du département de la Côte-d'Or. Un certain nombre de volumes sont accessibles en ligne.